# Heliotropium sarmentosum
Heliotropium sarmentosum är en strävbladig växtart som först beskrevs av Jean-Baptiste de Lamarck, och fick sitt nu gällande namn av Lyndley Alan Craven. Heliotropium sarmentosum ingår i Heliotropsläktet som ingår i familjen strävbladiga växter. Inga underarter finns listade i Catalogue of Life.